# Војничко гробље Анатемија у Власини Округлици
Војничко гробље Анатемија у Власини Округлици, насељеном мету на територији општине Сурдулица је локалитет за који се претпоставља да се на њему налази(ло) ратничко гробље војске Краљевине Србије. На њему сахрањени војници у 120 гробова из 17. пука и Добровољачког одреда погинулих 1915. године у Првом светском рату током ратних операција на Власини.
Локалитет „Анатемија” се налази око 350m удаљености од раскрснице путева према Сурдулици, Клисури и Црној Трави. На основу података из Војног архива само је на положају „Шојин рид” у борбама на Власини 1915. године погинуло 42 војника 17. пешадијског пука, који су именом и презименом пописани у списковима погинулих војника на Власини. 
Близина положаја „Шојин рид” и гробља на „Анатемији” иде у прилог претпоставци да су погинули војници можда били сахрањени на том локалитету.
Гробље је вероватно уништено инфраструктурним радовима.